# Łomża Voivodeship
Łomża Voivodeship (tiếng Ba Lan: województwo Łomżyńskie) là một bộ phận hành chính và chính quyền địa phương ở Ba Lan trong những năm 1975 đến 1998, được thay thế bởi Podlaskie Voivodeship.
Thành phố thủ đô của nó là Łomża.

## Các thành phố và thị trấn
Các thành phố và thị trấn lớn (dân số năm 1998):
- liên_kết= Łomża - 64.605 (1995 - 63.000)
- liên_kết= Zambrów - 23.879 (1995 - 23.600)
- liên_kết= Grajewo - 22.966 (1995 - 22.400)
- liên_kết= Kolno - 11.180

## Dân số
- 1975 - 320.200
- 1980 - 325.800
- 1985 - 338.700
- 1990 - 346.700
- 1995 - 353.800
- 1998 - 352.900